# باد ایلزن
باد ایلزن (به آلمانی: Bad Eilsen) یک شهر در آلمان است که در شاومبورگ واقع شده‌است. باد ایلزن ۲٬۲۵۴ نفر جمعیت دارد.